# TweetDeck
TweetDeck és una aplicació d'escriptori creada per a xarxes socials com Twitter, Facebook, LinkedIn, MySpace, Google Buzz i Foursquare. Aquest petit sistema es controla a través del compte original de Twitter i les funcions que presta aquesta aplicació són diverses. És l'aplicació per Twitter més popular, en tan sols dos anys des de la seva creació ja porta més de 15 milions de descàrregues com a client d'escriptori. L'aplicació per l'iPhone ha sigut descarregada 2,5 milions de vegades i 4 milions de tweets i d'altres actualitzacions s'envien diàriament a través d'aquesta. Un dels major avantatges és la seva compatibilitat amb els diversos sistemes operatius.

## Prestacions
- És molt fàcil d'instal·lar i funciona en Windows, Mac OS, i Linux.
- En una sola pantalla, es poden veure els twitts de les persones a les quals un segueix, els twitts on algú ens anomena i un sistema de missatgeria instantània a la xarxa de persones que es segueixen.
- Té una funció que permet fer més petita l'adreça web,[3] cosa que permet posar-la sense problemes al Twitter.
- Té una funció anomenada Twitter Search, que serveix per cercar qualsevol text dins del món de Twitter.
- Permet marcar com a favorits els twitts que ens agradin, i desar-los per una posterior lectura.
- Té una funció anomenada TwitScoop on es mostren els temes més de moda que circulen per Twitter.
- Està integrat amb Facebook i es té l'opció de poder visualitzar tots els twitts al compte de Facebook automàticament, a més de poder veure les últimes actualitzacions.

## Interfície
La interfície està distribuïda en columnes que presenten diversa informació, tot això depèn de la xarxa que es vulgui visualitzar. Es tindrà una columna principal on es barregen totes les línies originals d'informació de les xarxes socials, perquè es puguin revisar, totes estan ordenades per temporalitat i diferenciades per colors representatius en una única columna.